# Boston Marathon 1966
De Boston Marathon 1966 werd gelopen op dinsdag 19 april 1966. Het was de 70e editie van de Boston Marathon. De Japanner Kenji Kimihara kwam als eerste over de streep in 2:17.11. Hij bleef hiermee zijn landgenoot Seiichiro Sasaki dertien tellen voor. In totaal finishten er 414 mannen op de marathon.
Hoewel aan deze wedstrijd geen vrouwen mochten deelnemen, was het de Amerikaanse Roberta Gibb toch gelukt om de wedstrijd te voltooien. Pas in 1992 werd haar prestatie officieel erkend.

## Uitslagen

### Mannen
| rang   | naam             | land | tijd    |
| ------ | ---------------- | ---- | ------- |
| Goud   | Kenji Kimihara   | JPN  | 2:17.11 |
| Zilver | Seiichiro Sasaki | JPN  | 2:17.24 |
| Brons  | Toru Terasawa    | JPN  | 2:17.46 |
| 4      | Hirokazu Okabe   | JPN  | 2:18.11 |
| 5      | Norm Higgins     | USA  | 2:18.26 |
| 6      | David-John Ellis | CAN  | 2:19.47 |
| 7      | Thomas Laris     | USA  | 2:21.44 |
| 8      | Robert Scharf    | USA  | 2:22.15 |
| 9      | Ron Daws         | USA  | 2:24.27 |
| 10     | Bong-Nae Kim     | KOR  | 2:24.44 |

### Vrouwen
| rang | naam         | land | tijd    |
| ---- | ------------ | ---- | ------- |
| Goud | Roberta Gibb | USA  | 3:21.25 |

1897 ·
1898 ·
1899 ·
1900 ·
1901 ·
1902 ·
1903 ·
1904 ·
1905 ·
1906 ·
1907 ·
1908 ·
1909 ·
1910 ·
1911 ·
1912 ·
1913 ·
1914 ·
1915 ·
1916 ·
1917 ·
1918 ·
1919 ·
1920 ·
1921 ·
1922 ·
1923 ·
1924 ·
1925 ·
1926 ·
1927 ·
1928 ·
1929 ·
1930 ·
1931 ·
1932 ·
1933 ·
1934 ·
1935 ·
1936 ·
1937 ·
1938 ·
1939 ·
1940 ·
1941 ·
1942 ·
1943 ·
1944 ·
1945 ·
1946 ·
1947 ·
1948 ·
1949 ·
1950 ·
1951 ·
1952 ·
1953 ·
1954 ·
1955 ·
1956 ·
1957 ·
1958 ·
1959 ·
1960 ·
1961 ·
1962 ·
1963 ·
1964 ·
1965 ·
1966 ·
1967 ·
1968 ·
1969 ·
1970 ·
1971 ·
1972 ·
1973 ·
1974 ·
1975 ·
1976 ·
1977 ·
1978 ·
1979 ·
1980 ·
1981 ·
1982 ·
1983 ·
1984 ·
1985 ·
1986 ·
1987 ·
1988 ·
1989 ·
1990 ·
1991 ·
1992 ·
1993 ·
1994 ·
1995 ·
1996 ·
1997 ·
1998 ·
1999 ·
2000 ·
2001 ·
2002 ·
2003 ·
2004 ·
2005 ·
2006 ·
2007 ·
2008 ·
2009 ·
2010 ·
2011 ·
2012 ·
2013 ·
2014 ·
2015 ·
2016 ·
2017 ·
2018 ·
2019 ·
2020 ·
2021 ·
2022